# كارين فريدريك
كارين فريدريك (بالألمانية: Karin Friedrich)‏ هي مؤرخة ألمانية، ولدت في 12 يونيو 1963 في ميونخ في ألمانيا.